# 大場康弘
大場 康弘（おおば やすひろ、1978年10月23日 - ）は、山形県出身のプロバスケットボール選手である。ポジションはセンターフォワード。背番号32。200cm、110kg。現在は東京アパッチのアシスタントコーチ。

## 来歴
日本大学卒業後、東京日産に入社。
退社後、クラブチームのゼロを経て、2005年のbjリーグ発足に当たりトライアウトを受け、東京アパッチと契約。
2006-07シーズン途中よりプレイイングコーチとなる。
シーズン後現役引退。アシスタントコーチに就任。